# Chanel Oberlin
Chanel Oberlin a Scream Queens – Gyilkos történet horrorvígjáték-sorozat szereplője, Emma Roberts alakításában.

## Jellemzése
Chanel Oberlin fiatal, szőke egyetemista lány, aki nagyon gazdag, népszerű és szép, ámde gonosz, rosszindulatú, egoista és beképzelt is. Ő a vezetője a Kappa Kappa Tau (KKT) nevű elit lányszövetségnek a Wallace Egyetemen. Társait (akiket ő minionoknak, azaz alattvalónak hív) nem a saját nevükön szólítja, hanem Chanel#2, Chanel#3, Chanel#4 és Chanel#5 néven. Chanel a történet során végig az egyetem legnépszerűbb fiújának, Chad Radwellnek a társaságát keresi, akivel hol járnak, hol szakítanak. Chanel a dékán utasítására kénytelen bevenni népszerűtlenebb lányokat is a szövetségbe, akiknek társaival pokollá kívánják tenni az életüket, de a sorozatgyilkos felbukkanása és az emberek kegyetlen lemészárlása után szorosabbra fűzi velük a kapcsolatot (például: Hester-t átformálja Chanel#6-tá, aki innentől fő vetélytársa lesz Chad szívéért). Bár nem Chanel a keresett sorozatgyilkos, mégis fűződik a nevéhez egy gyilkosság: az első évad első részében teljesen véletlenül leégeti Mrs. Bean, a házvezetőnő arcát egy forró olajsütőben, aki ennek következtében belehal sérüléseiben. Chanel, mint főszereplő az összes epizódban szerepet kap. 